# Левенсон, Сильвия
Сильвия Левенсон (исп. Silvia Levenson; род. 1957, Буэнос-Айрес, Аргентина) — современная аргентинская художница, скульптор, инсталлятор, известная в большей степени благодаря работам из стекла, а также политическая активистка.

## Биография
Сильвия Левенсон родилась в 1957 году в Буэнос-Айресе; с 1973 по 1977 годы обучалась в Школе графики и дизайна Мартина Гарсии. С 14-летнего возраста Сильвия участвовала в уличных протестах от лица бедных слоёв населения своего родного города. В 1976 году, когда ей было 19 лет, в Аргентине произошёл госпереворот и к власти пришла военная хунта во главе с генералом Хорхе Рафаэлем Виделой. За время репрессий были убиты и без вести пропали от 10 до 30 тысяч граждан, среди них были и родственники Левенсон. События этого периода оказали колоссальное влияние на творчество художницы.
В 1981 году Сильвия вместе с мужем и детьми иммигрировала в Италию. В 1987 году она прошла курс обучения по работе со стеклом, подобные же курсы в 1991 и 1994 годах художница прошла и в мастерских Франции. Вскоре именно стекло вскоре стало новым средством, в котором она могла лучше всего выразить свои чувства угнетения, изгнания и личной трагедии, а скульптуры и инсталляции из стекла стали визитной карточкой Левенсон.
В 2004 году за инсталляцию «Дождь из ножей» Левенсон была удостоена премии «Rakow Commission Award», вручаемой Музеем стекла в Нью-Йорке. В 2008 году она вошла в шорт-лист премии «Bombay Sapphire Prize», а в 2016 Венетским институтом наук, литературы и искусств художнице был вручён приз «Prize Glass Venice».